# Мемориальная площадь (Константиновск)
Мемориальная площадь — мемориал в городе Константиновске Ростовской области. Мемориал создан в честь воинов, погибших в года Великой Отечественной войны в январе 1943 года при защите рабочего поселка Константиновского от немецко-фашистских захватчиков; воинов, погибших  при освобождении станицы Константиновской в годы Гражданской войны; ликвидаторов аварии на Чернобыльской атомной электростанции. В состав мемориала входит памятник неизвестному солдату.
Адрес: Ростовская область, г. Константиновск, на пересечение улиц 25 октября и Комсомольской.

## История
Мемориал на площади города Константиновска представляет собой комплекс памятников, мемориальных сооружений людям, погибшим в разное время при освобождении, защите города, внёсшим вклад в ликвидацию аварии на Чернобыльской АЭС. Проект мемориала изготовлен группой архитекторов организации: Архитектура и градостроительство Ростовской области. Ведущий архитектор мемориала — Золотов Юрий Федорович.
В центре комплекса установлена стела с плитой Вечного огня.  Стела представляет собой наклоненный остроконечный штык высотой 12,5 метров, с основанием, вмонтированном в бетонный постамент. Длина постамента составляет  11,5 метров, ширина — 4 метра. Стела и постамент были сооружены из железобетона. Постамент памятника облицован серым и розовым туфом. С правой стороны стелы установлены символы надгробия, на них серым туфом выложены большого размера цифры «1943» и «1920». Надгробья выложены из кирпича и покрыты серым туфом.
Под символом надгробия с цифрами «1943» находится  братская могила воинов, погибших в январе 1943 года при освобождении станицы Константиновской. На передней части надгробия закреплена мемориальная доска со словами: «Воинам, погибших в боях за освобождение г. Константиновска от немецко-фашистских захватчиков в январе 1943 года». На постаменте установлены мраморные доски с 76 фамилиями погибших воинов.
Символ надгробия с цифрами «1920» располагается у братской могилы, погибших в июле 1920 года воинов. На лицевой стороне надгробия закреплена мемориальная доска со словами: «Бойцам и командирам 2-й Донской стрелковой дивизии, погибшим в боях за Советскую власть 25-26 июля 1920 года». На постаменте находится мемориальная доска, на которой написано: «Здесь покоятся останки бойцов и командиров Красной Армии, погибших при освобождении города в 1920 году».
Здесь же, на площади в декабре 1979 года было проведено перезахоронение останков, погибших в 1920 году защитников станицы.  На одной из сторон установленного здесь памятника сделана надпись: «Памяти павших будьте достойны.» 15 декабря 1979 года состоялось торжественное открытие памятника.
На отдельном постаменте на площади находится мемориальная доска с надписью: "Константиновцам, исполнившим гражданский долг по ликвидации последствий аварии на Чернобыльской АЭС, от земляков. Апрель 1998 г.". В братской могиле похоронено 195 человек. Территория мемориала благоустроена. На площади проводятся уроки мужества, встречи с ветеранами, шествие «Бессмертного полка».